# Michel Foucault
Michel Foucault (Poitiers, 15. listopada 1926. – Pariz, 25. lipnja 1984.), francuski filozof.
Njegova su djela imala velik utjecaj na druge znanstvene discipline: Foucaultov utjecaj vidljiv je u humanističkim i društvenim znanostima. Poznat je po svojoj kritici raznih socijalnih institucija, psihijatrije, medicine i zatvorskog sustava, te po svojim idejama o povijesti seksualnosti. Njegove su teorije usmjerene na moć i odnos između moći i znanja, a njegove ideje vezane za diskurs u odnosu na zapadnu misao bile su široko raspravljane i primjenjivane.
Foucault je također bio protivnik socijalnih kategorija vezanih uz identitet, poput spolnog, rodnog, odnosno seksualnog identiteta. Tvrdi da se većina znanstvenih istina o ljudskoj prirodi ne temelji na činjenicama, već na etičkim i političkim stavovima određenog društva. Tako u svom djelu "Povijest ludila u doba klasicizma" zaključuje da ludilo nije mentalna bolest, već je proizvod upitnih društvenih i etičkih obveza. Navedenu činjenicu prikazuje različitim objašnjenjima ludila kroz povijest - od krivog balansa tjelesnih tekućina do mentalne bolesti. Umire od AIDS-a.

## Utjecaji
U svojoj se filozofiji u dobroj mjeri oslanjao na misao Friedricha Nietzschea. Velik je značaj pridavao također Freudu i Marxu, iako se nije smatrao psihoanalitičarem ni marksistom. (O kompleksnoj prirodi Foucaultova odnosa naspram Marxa vidi Copin, Marx dans MC et AS  Arhivirana inačica izvorne stranice od 13. veljače 2007. (Wayback Machine) .) Foucault je inače toj trojici posvetio i kraći esej Nietzsche, Freud, Marx.

## Foucault iqueer teorija
Iako je umro gotovo deset godina prije pojave queer teorije, on je jedan od najznačajnijih prethodnika i utemeljitelja queer teorije.
Glavni oslonac Foucaultovog pristupa analizi društva jest seksualnost. On je smatrao da je seksualnost prirodna karakteristika ljudskog življenja koja se na Zapadu snažno potiskuje, posebice od 17. st. do danas. Za takvo potiskivanje Foucault jasno optužuje Katoličku crkvu kao moralni autoritet tadašnjeg, ali i suvremenog društva. Do oslobađanja seksualnosti dolazi tek šezdesetih godina 20. st., a prema Foucaultu taj pojam znači „otvoreno prikazivanje seksualne želje".
Prema Foucaultovom najznačajnijem djelu „Povijest seksualnosti“ („Histoire de la sexualité“), oslobađanju seksualnosti prethodi tzv. „seksualna revolucija“ čije su dvije bitne karakteristike mini suknja i psihoanaliza. Ipak, jasno je da seksualnom revolucijom 60-ih godina prošlog stoljeća nisu svi profitirali, no neki su postali „sretniji i slobodniji“, ali i „zdraviji“ od drugih.
Foucaultovo polazište kada je riječ o seksualnosti glasi: „seksualnost nije prirodno svojstvo/činjenica ljudskog života i nema biološko izvorište već se njezino polazište nalazi u povijesti, društvu i kulturi". Dakle, ona je iskonstruirana iskustvena kategorija.
Spol, kao najbitnija odrednica seksualnosti, prema Foucaultu je također i društveni konstrukt, a takvo tumačenje prihvaća cijela queer teorija. Foucault tu tezu potkrepljuje tvrdnjom da tijelo nije seksualizirano po sebi, već takvim postaje kroz kulturne procese koji se koriste seksualnošću kako bi proširili i održali specifične odnose moći. Foucault zamišlja tijelo poput tabule rase po kojoj društvo samo ispisuje, utiskuje i označuje svoja kulturna tumačenja. Iako spolovi imaju očite određene biološke razlike, koje možemo zahvaliti biološkom fenotipu, fokus na genitalije odvodi nas na krivi put. No Foucaultova "queer teorija" ne bavi se trans-pokretom i transfeminizmom, pa će time brojni njegovi kritičari i kritičarke reći da je u svojim istraživanjima prevelik naglasak stavio na gay muškarce. Reklo bi se da ta dva gledišta, Foucaultovo i ono trans-pokreta, kategoriju spola smatraju društvenom, a ne biološkom kategorijom. Takvo stajalište može se nazvati i postmodernim, jer je za zaključiti da po Foucaultu objektivna stvarnost (spol) možda i postoji, ali ju je nemoguće objasniti neovisno o društvenom kontekstu.

### Scientia sexualisiars erotica
Foucault je istaknuo da je društvo kroz povijest imalo dva pristupa seksualnosti, odnosno da su postojala dva sukobljena gledišta: scientia sexualis i ars erotica.
Scientia sexualis svojstvena je Zapadu. Ona nastaje pod utjecajem psihoanalize koja je poticala pacijente na samoanalizu svog mentalnog i emocionalnog zdravlja. Upravo je stoga, uz mini suknju, svrstava u pokretače tzv. seksualne revolucije. Psihoanaliza, scientia sexualis, uz to što potiče na samoanalizu vlastite seksualnosti, uzrok je pojave identiteta. Proces psihoanalize je vrlo sličan sakramentu kršćanske ispovijedi, jer se temelji na procesu priznavanja: „ja sam homoseksualac“, „ja sam lezbijka“, „ja sam sadomazohist“, „ja sam grešnik“. Foucault zatim nabraja da scientia sexualis nije samo prisutna u psihoanalizi, nego je i dan danas posve prisutna i u kulturi (priznavanje seksualne orijentacije), medicini (priznavanje bolesti), pravu (priznavanje zločina), obitelji (priznavanje majčinstva/očinstva, trudnoće), pedagogiji (priznavanje raznoraznih dječjih nepodopština). Istina koja je u takvom procesu razotkrivena, po Foucaultu, nije pronađena, već stvorena kako bi se stvorio poseban odnos moći.
Dok je scientia sexualis usredotočena uglavnom na (sramotno) priznavanje seksualne prakse i/ili seksualnog identiteta, ars erotica ima posve drugačiju kulturološku postavku koja se temelji o povećanju seksualnog užitka. Takve kulture, u kojima Foucault nalazi ars eroticu, poput Kine, Japana, Indije, stare Grčke i Rima, uopće nemaju identitete poput kategorije „homoseksualac“.

### Foucaultova moć i „nastanak“ homoseksualnosti
Kako je scientia sexualis stvorila identitete, Foucault smatra da su homoseksualnost i heteroseksualnost zapravo tvorevine novijeg vijeka. Upravo stoga, jedan od najprovokativnijih zaključaka koji se može izvući iz toga, a tiče se Foucaultove queer teorije, glasi da je homoseksualnost stvorila heteroseksualnost. Foucault kaže: „Homoseksualnost se pojavila kao jedan od oblika seksualnosti kada u trenutku kada je s upražnjavanja sodomije transportirana u neku vrstu unutarnje androginije, svojevrsni hermafroditizam duše. Dok je sodomist bio smatran kratkotrajnom devijacijom, homoseksualac je bio definiran kao vrsta. Homoseksualnost je postala neodvojiva od njega, prisutna u korijenu svakog njegovog djelovanja“.
Sodomija je bila seksualna praksa (treba razlikovati seksualno ponašanje od seksualne orijentacije; vidi homoseksualnost) koja se po crkvenom učenju smatrala protuprirodnom. U 16. st. za sodomiju je postojala smrtna kazna, a ono što je protuprirodno odnosilo se uglavnom na analni seks, iako jasna definicija nije postojala i mogla se tumačiti različito. U prvoj polovici 20. st. sodomijom se, pogotovo u SAD-u, nazivao penetrativni analni seks između dvoje (ili više) muškaraca. Upravo se tu dogodila ta promjena moći jer, kako kaže Foucault, sodomist je smatran privremenom devijacijom, a homoseksualac posebnom vrstom, pseudohermafroditom. Jedino objašnjenje za činjenicu da jednog muškarca seksualno privlači drugi muškarac u to je vrijeme bilo da je duša tog muškarca „ženska“, a fizičko tijelo „muško“, time i Foucault izvlači termin: „hermafroditizam duše“.
Prema Foucaultu „moć ne postoji bez otpora i nikada ga u potpunosti ne kontrolira“". U tom promišljanju Foucault objašnjava i uvodi "obrnuti diskurs" (vidi queer). Upravo obrnuti diskurs može se smatrati prvim otporom gejeva i lezbijki, a nakon sukoba policije s demonstrantima u baru The Stonewall Inn, Greenwich Village, New York, 27./28. 6. 1969., otpor je prvi puta poprimio i primjenu moći. Foucault kaže: „otpor nastaje na samom mjestu primjene moći".
Diskurs o seksualnosti (scientia sexualis) i "obrnuti diskurs" nisu ravnopravne opozicije jedan naspram drugoga. Foucault tvrdi da što se radi o većem užitku, moć se primjenjuje jače, a otpor je snažniji. Dakle, moć se ne manifestira zabranom/ograničenjem, već polazi od užitka. Užitak (ars erotica) je taj koji se mora podvrgnuti društvenoj disciplini. To podvrgavanje strogoj monarhiji seksa koju nameće (hetero)norma, Foucault naziva „ekonomija tijela i užitka“.

## Seksualnost i etika
Iako nikada nije razvio opširnu etičku teoriju, u njegovim kasnijim spisima (npr. drugi i treći svezak "Povijesti seksualnosti") pokazuje se njegovo zanimanje za to polje. U raspravi o etici, Foucault uspoređuje kršćansku Europu i grčko-rimsku kulturu. Jasno objašnjava da je pristup seksualnosti u kršćanskoj Europi čisto prokreativan. Tu postoje disciplinirajuće metode apstinencije i puritarizma za postizanje mudrosti, ćudoređa i na koncu besmrtnosti.
U grčko-rimskoj kulturi, seks je pitanje etike i morala, a nikako nešto što se može smatrati sramotnim i što treba skrivati. Etika je odnos samog pojedinca prema sebi i prema svojem tijelu. U takvoj, grčko-rimskoj kulturi, ne postoji društveni standard normi i ponašanja, pa se i ne „primjećuje“ razlika između homoseksualnog i heteroseksualnog odnosa – može se reći da donekle uživaju ravnopravan položaj. Ipak, Foucault naglašava da rimsko društvo unatoč nepostojanju standarda glede seksualnosti, daje prednost heteroseksualnosti i braku. Kod Rimljana je seksualna želja potencijalno štetna i destruktivna jer odaje slabosti i zasljepljuje.
Nasuprot tome, Katekizam Katoličke Crkve uči da je spolnost usmjerena k supružničkoj ljubavi muškarca i žene, a bludnost neuredna želja ili razuzdana naslada spolnog užitka. Spolni užitak moralno je neuredan kad se traži radi samog sebe, izdvojeno od svrhovitosti rađanja i sjedinjenja.

## Angažman za legalizaciju pedofilije
Foucalt je uzeo učešća u peticiju prominentnih francuskih intelektualaca od je 27. siječnja 1978. godine protiv kažnjavanja osoba koje se upuštaju u nenasilne seksualne odnose s djecom. Potom je peticija odgovarajućeg sadržaja bila upućena i francuskom parlamentu.

## Kritika Foucaulta
Jezik Foucaulta je mnogima nepristupačan upravo zbog činjenice da on nije imao ideju vodilju, a ogroman opus otežava snalaženje u njegovom djelu. Mnogim Foucaultovim kritičarima i kritičarkama činilo se da on nameće antičku kulturu kao alternativu suvremenom društvu. Može mu se spočitati da takva etika ima velika ograničenja u samoj definiciji slobodne individue koja ne uključuje žene i robove. Upravo njegova najžešća kritičarka Judith Butler „optužuje“ Foucaulta da pridaje ekskluzivitet muškoj homoseksualnosti.

### Judith Butler
Judith Butler se uz Michela Foucaulta smatra najutjecajnijom autoricom tekstova u queer teoriji. Najznačajnije djelo u kojem ona razvija i kritizira Foucaultov rad objavljeno je 1990. godine, a zove se „Gender Trouble: Feminism and the Subversion of Identity“.
Butlerovu kao poststrukturalnu (queer) feministicu brine zanemarenost važnosti roda u Foucaultovim tezama, te vraća rodu centralni položaj pri pogledu na seksualnost – proširuje Foucaltov diskurs pridružujući mu rod. Ona koristi pojam performativnosti. To je učinak roda koji nastaje ponavljanjem određenih oblika ponašanja. Rod je za nju performativni učinak koji se shvaća kao prirodni identitet, što on dakako nije. Kao i ostali queer teoretičari i teoretičarke ona (poput Foucaulta) izbjegava koristiti kategorije „žena“ i ostale identitete, jer drži da uzimanje bilo kojeg identiteta za temelj neke teorije (kao što su primjerice feministkinje uzele kategoriju „žena“ za temelje svoje feminističke politike) neizbježno priznaje binarnu rodno/spolnu strukturu koja je prema njoj izvor društvene nejednakosti.
Za Butlerovu rod je praksa koja se strukturalizira oko koncepta seksualnosti kao norme ljudskih odnosa. Prisilna heteroseksualnost (termin koji uzima od lezbijske spisateljice Adrienne Rich) ugrađena je u rod putem tabua homoseksualnosti.
Za Butlerovu je rod „društvena privremenost“. Upravo taj termin najznačajniji je za queer teoriju uopće.

### Značajnija djela
- 1961.: Povijest ludila u doba klasicizma (često skraćeno HF)
- 1963.: Rađanje klinike. Arheologija medicinskog pogleda. (NC)
- 1966.: Riječi i stvari. Arheologija humanističkih znanosti. (MC) (Originalni Foucaultov naslov je bio "Red stvari" ("L'Ordre des choses"), ali ga je promijenio na želju urednika.)
- 1969.: Arheologija znanja (AS)
- 1975.: Nadzor i kazna. Rađanje zatvora. (SP)
- 1976.: Povijest seksualnosti 1: Volja za znanjem (HS1 ili VS)
- 1984.: Povijest seksualnosti 2: Upotreba uživanja (HS2 ili UP)
- 1984.: Povijest seksualnosti 3: Skrb o sebi (HS3 ili SS)

### Članci i ostali tekstovi
Što je prosvjetiteljstvo? u Treći program Hrvatskog radija, HRT, 1990

## Vanjske poveznice
- Predavanja na UC Berkeley (listopad-studeni 1983); na engleskom. Transkripcija cijelog kursa i skraćena inačica  Arhivirana inačica izvorne stranice od 8. veljače 2006. (Wayback Machine).
- Foucaultovi tekstovi, dostupni u elektronskom obliku.
- Moć/znanje  Arhivirana inačica izvorne stranice od 3. prosinca 2005. (Wayback Machine) (na engleskom)